# Tuilerierne
Tuilerierne (fransk: les Tuileries) var det tidligere residensslot i Paris, Frankrig. Tuilerierne blev sammenbygget med Louvre, grundlagt 1564 og ødelagt under kommunardernes opstand 1871.

## Bygningshistorie
Slottet fik sit navn af et tuilerie, dvs. teglbrænderi, der oprindeligt lå på grunden. Den første begyndelse til Tuilerierne gjorde Katarina af Medici i 1564 under ledelse af bygmester Philippe de l'Orme og siden Jehan Bullant; de byggede i fransk renæssancestil. Men kun en mindre del af slottet, den midterste, vendende mod haven, byggedes i Katarinas tid.
Henrik 4. af Frankrig lod slottet betydeligt udvide af bygmesteren Androuet du Cerceau, lod Tuilerierne forbinde med Louvre og tilføjede Flora-pavillonen i syd.
Ludvig 14. foretog endnu større ændringer, 1660—65 lod han Louis Le Vau fuldføre slotsfacaden mod nord; de af de l’Orme opførte bygninger højnedes, midtpavillonen (Pavillon de l'Horloge) fik i stedet for sin tidligere runde kuppel nu en kantet, og marsanpavillonen tilbyggedes ind mod byen. Senere forandringer, især indre, skete under det Første kejserdømme; under Ludvig Filip udførte Pierre François Léonard Fontaine ydre tilbygninger. Under det Andet kejserdømme blev Flora-pavillonen ombygget af Hector Lefuel, som efter 1871 genopførte Flora- og Marsan-pavillonerne.

## Under den Franske Revolution og Napoleon
Bourbonerne benyttede kun midlertidigt Tuilerierne til residens; først Ludvig 16. blev efter bortførelsen fra Versailles 6. oktober 1789 under den Franske Revolution nødt til at bosætte sig der, og Nationalforsamlingen tog ophold i Ridehuset. Tuilerierne blev berømt i de franske Revolutioners historie: 20. juni 1792 trængte pøbelen ind og gav kongen jakobinerhuen på, 10. august 1792 gik en folkemængde mod slottet. Det voldte kongedømmets omstyrtelse og schweizergardens heltemodige fald.
1793—95 holdtes Nationalkonventets møder i Teatersalen; under Direktoriet husede Tuilerierne såvel de yngres som de ældres råd. 1. februar 1800 opslog Napoleon Bonaparte sin residens som Førstekonsul og boede her også som kejser.
Bourbonerne opslog under Restaurationen deres residens her, til Folkestormen 29. juli 1830 på ny gik mod slottet og styrtede kongedømmet; også Ludvig-Filip boede der til 24. februar 1848.

## Slottets ødelæggelse
1852—70 var Tuilerierne det 2. Kejserdømmes hovedslot, men 24. maj 1871 blev det stukket i brand af kommunarderne med krudtfade og petroleum. Regeringens tropper forsøgte forgæves at slukke branden. 1883 blev ruinerne fjernet, så Marsan- og Flora-pavillonerne er det eneste, som er tilbage af slottet.
Den smukke Tuilerihave, som grundlagdes og tilplantedes af Katarina af Medici, fik under Ludvig 14. ved havearkitekten André Le Nôtre det præg, den nu hovedsageligt har, som
en typisk "fransk have", prydet med kunstværker.

## Genopførelsen
Siden 2003 har en komité arbejdet for genopførelsen af slottet. Den har anslået omkostningerne ved en genopførelse til ca. 300 millioner euro.
48°51′43.93″N 2°19′53.09″Ø / 48.8622028°N 2.3314139°Ø